# Saure Vorbehandlung
Die saure Vorbehandlung ist in der Textilindustrie ein Prozess der Stoffvorbereitung, und stellt eine Alternative zum alkalischen Abkochen dar. Die saure Vorbehandlung erfolgt mit Textilchemikalien, wie Schwefelsäure, Ameisensäure oder Essigsäure.
Sie wird vor allem für empfindliche Waren, Mischungen und Verfahrensverkürzungen im Prozess angewendet.
Sie ist aufwändiger, langwieriger und „reinigt“ etwas weniger als die alkalische Methode, schont aber die Ware.
Dass dieser Prozess weniger Begleitsubstanzen von der Faser herunterholt, liegt an der sauren Umgebung. Viele Begleitstoffe sind in einer alkalischen Umgebung leichter „in Flotte“, d. h. in Lösung zu bringen, z. B. Spinnavivagen, Schlichten oder natürliche Fette und Öle der Faser.